# Royaume d'Italie (1805-1814)
Pour les articles homonymes, voir Royaume d'Italie.
17 mars 1805 – 25 mai 1814
(9 ans, 2 mois et 8 jours)
Entités précédentes :
- Républiques sœurs de la République française : 
-  République italienne
- Province vénitienne
- États pontificaux

Entités suivantes :
- Empire d'Autriche :
-  Royaume de Lombardie-Vénétie
-  Duché de Modène
- Royaume d'Illyrie
-  Royaume de Dalmatie
- Royaume de Sardaigne
- États pontificaux

Le royaume d'Italie (en italien : Regno d'Italia — aussi connu comme Regno Italico) est un État pré-unitaire italien créé par Napoléon Ier. Il comprend l'Italie centre-orientale et une bonne partie du Nord, avec pour capitale Milan.

## Un royaume autonome sous tutelle française

### Naissance
Napoléon Bonaparte, qui s'est fait proclamer empereur des Français par le sénat et couronner par Pie VII, transforme la République italienne en royaume d'Italie, se nommant roi d'Italie le 17 mars 1805. Le couronnement a lieu le 26 mai 1805 dans le « Duomo » de Milan.
Eugène de Beauharnais, fils du premier mariage de la femme de Napoléon, Joséphine de Beauharnais, à qui Napoléon se fie aveuglément et dont il est sûr de ne pas avoir à craindre les ambitions politiques, est nommé vice-roi d'Italie le 7 juillet 1805.
Au sud, les pays de Massa, Carrare et la Garfagnana sont cédés à la Principauté de Lucques et Piombino : celle-ci est attribuée au prince Félix Baciocchi, beau-frère de l'empereur par son mariage avec Élisa Bonaparte. Cette cession est reconnue par le sénat de Lucques le 4 juin 1805.

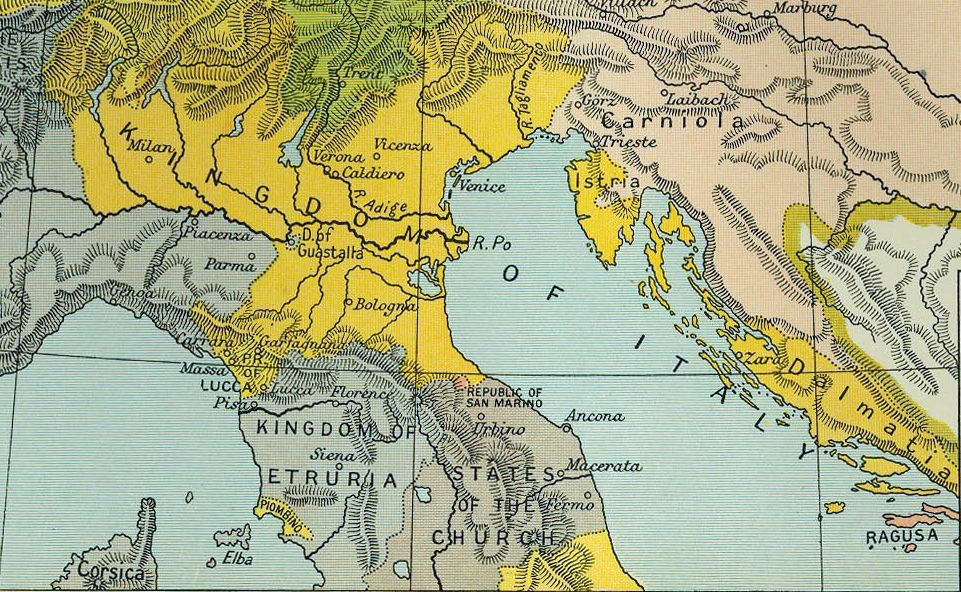
Royaume d'Italie (1807).
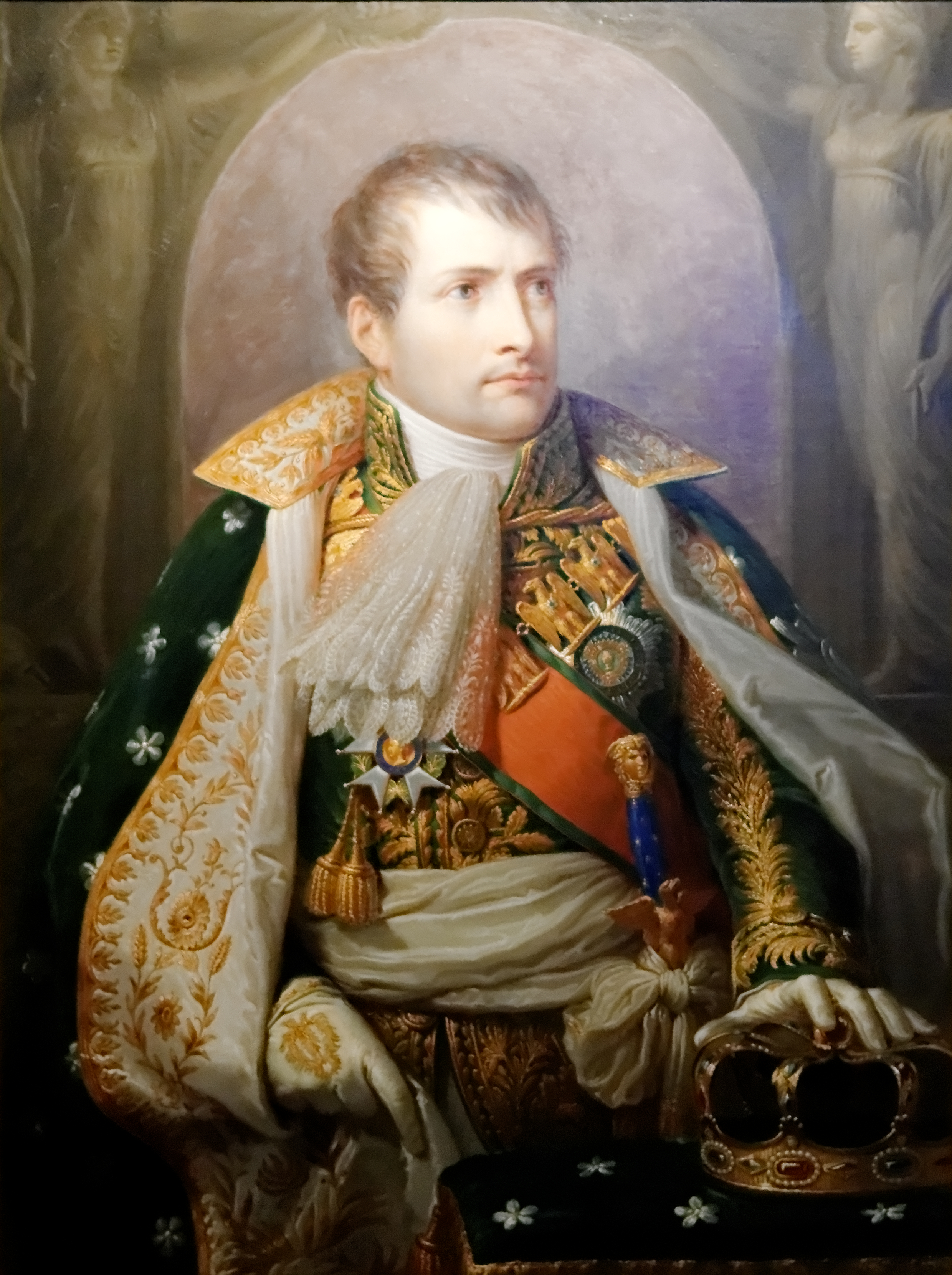
Napoléon se fait couronner roi d’Italie le 26 mai 1805 à Milan.
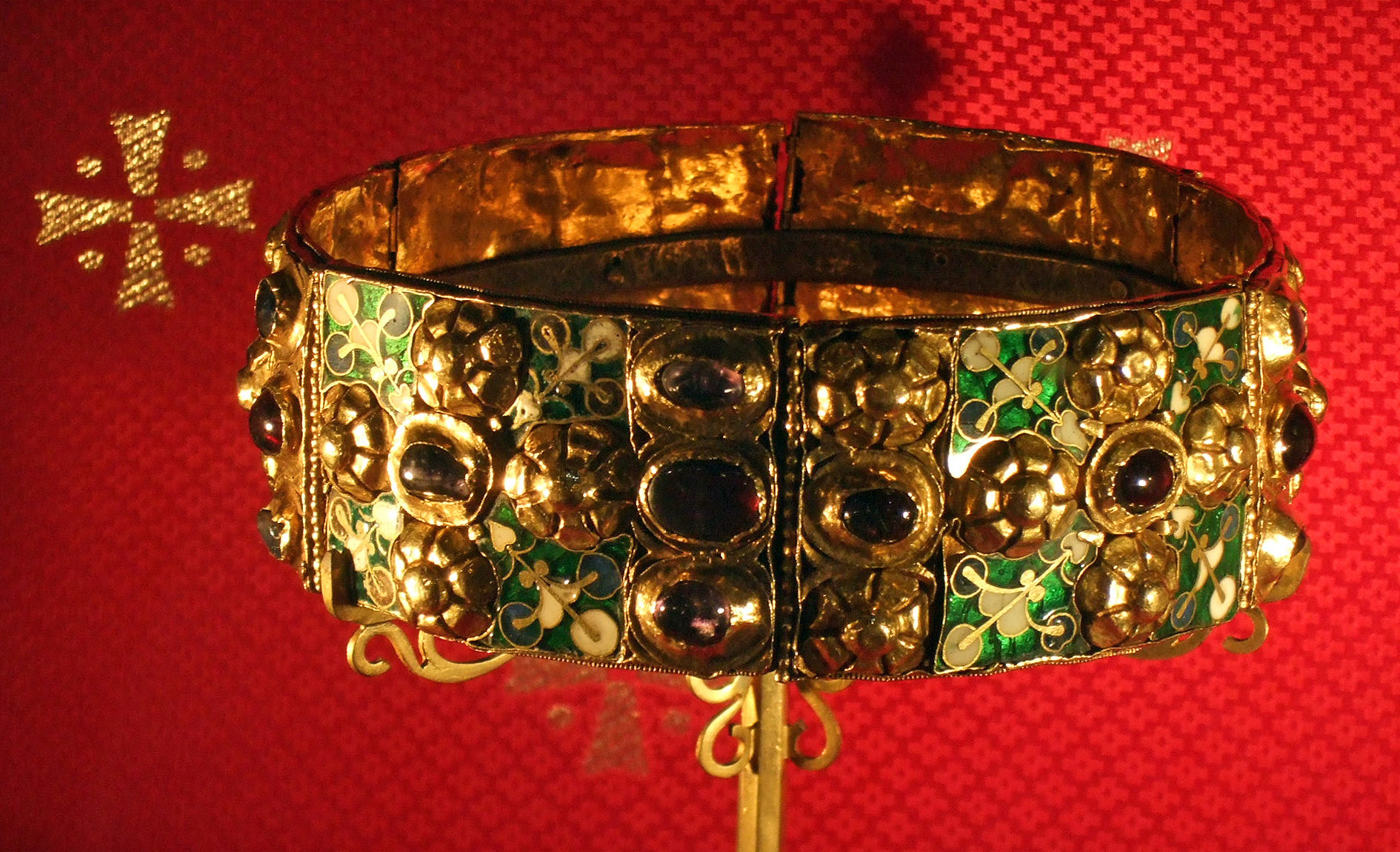
Couronne de fer de Lombardie utilisée pour le couronnement de Napoléon comme roi d'Italie. Cette couronne se trouve au dôme de Monza.
Régalia utilisée pour le couronnement de Napoléon roi d'Italie. Cette main de Justice et le sceptre se trouvent au musée du Risorgimento à Milan[2].

À la suite des défaites autrichiennes à Ulm (16-19 octobre) et Austerlitz (2 décembre), l'Autriche doit signer le traité de Presbourg, le 26 décembre 1805, par lequel elle renonce à Gorizia, à la province vénitienne et à l'Istrie, ainsi qu'au royaume de Dalmatie : ces territoires sont unis au royaume d'Italie.
La Dalmatie est occupée par les Français à l'issue de la première campagne de Dalmatie (1806-1807) ; elle est confiée à un administrateur civil italien, le provéditeur Vincenzo Dandolo, bien qu'une certaine rivalité l'oppose à l'administrateur militaire français, le général Marmont.

### Une pièce du système napoléonien
Par la suite, le royaume d'Italie bénéficie de la cession de parties du Frioul oriental (région de l’Isonzo, novembre 1807) et annexe la république de Raguse, rattachée à la Dalmatie (janvier 1808), puis les Marches enlevées au pape (mai 1808). Après le second traité de Schönbrunn (14 octobre 1809), l'armée italienne, commandée par Eugène de Beauharnais, est chargée de réprimer l'insurrection du Tyrol, cette province refusant son rattachement au royaume de Bavière : en échange, l'Italie obtient la cession du Trentin perdu par la Bavière (juin 1810).
Mais la création des Provinces illyriennes avec pour capitale Ljubljana en octobre 1809, rattachées directement à l'Empire français, enlèvent à la souveraineté italienne l'Istrie, la Dalmatie et les villes de Gorizia, Trieste et Raguse. La Toscane, Parme et Plaisance (mai 1808) et surtout le reste des États pontificaux (mai 1809) sont eux aussi réunis à la France, formant les départements français d'Italie.
Le royaume d'Italie, à sa plus grande extension, est divisé en vingt-quatre départements. Il fournit des contingents à la Grande Armée napoléonienne, notamment pendant la campagne de Russie (1812) où les troupes italiennes, commandées par Eugène de Beauharnais, forment la plus grande partie du 4e Corps.

## Éclatement de l'Empire napoléonien

### Reprise de la guerre contre l'Autriche (1813-1814)

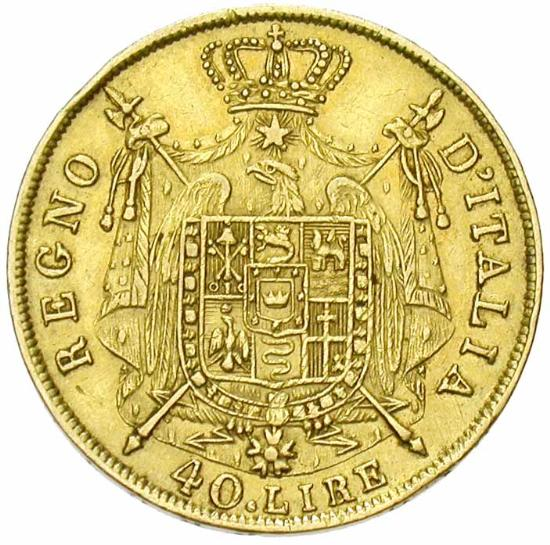
Période napoléonienne, monnaie de 40 lires.

En décembre 1812, Napoléon rentre de Russie avec une armée considérablement réduite et épuisée. Au cours de ce mois, la Prusse se déclare neutre, puis s'allie le 28 février 1813 à la Russie et au Royaume-Uni, formant la sixième Coalition. L’Autriche adhère seulement le 20 août 1813 et participe à la victoire de Leipzig du 16 au 19 octobre. Napoléon s'en retire en ordre et traverse le Rhin, laissant derrière lui plusieurs places fortes pour ralentir l'avancée ennemie.
En août, l’Autriche a organisé une armée pour envahir l'Italie, la confiant au feld-maréchal Hiller. Il a, face à lui, une armée franco-italienne dirigée par Eugène de Beauharnais, vice-roi du royaume d'Italie. Ce dernier, sur instruction de l'Empereur, est rentré à Milan le 18 mai 1813 et s'est employé à reconstituer l'armée en prévision de la probable adhésion de l'Autriche à la coalition anti-française.
Malgré les fortes pertes subies pendant la campagne de Russie, Eugène de Beauharnais réussit à mettre sur pied une armée bien organisée qui se compose de presque 45 000 hommes.

Eugène de Beauharnais peint par Andrea Appiani.

Le 8 août 1813, le vice-roi Eugène de Beauharnais sort de Milan pour rejoindre les unités déployées contre l'Autriche, qui entrera en guerre quinze jours plus tard. Le gros de l'armée franco-italienne est encore en préparation, et le vice-roi ne peut empêcher l'armée autrichienne, commandée par le feld-maréchal Radivojevich, d'avancer dans les Provinces illyriennes. Le vice-roi se retire derrière le fleuve Isonzo, tandis qu'un corps autrichien marche vers la Dalmatie, assiégeant la place-forte de Raguse.
À la suite de la bataille de Leipzig (du 16 au 19 octobre 1813) et de la défection du royaume de Saxe, faisant suite à celle du royaume de Bavière, un second petit corps autrichien commandé par le feld-maréchal Fenner von Fenneberg (de) pénètre, en novembre, dans le Haut-Adige sans être inquiété et menace Eugène. Une fois encore, le vice-roi recule, se repliant sur la ligne de l'Adige. Les Autrichiens en profitent pour reprendre la Vénétie et attaquer Vérone.
Les deux replis ont permis à Eugène de gagner du temps pour absorber les soutiens qui arrivent petit à petit. Il attend, de plus, l'arrivée de l'armée du royaume de Naples commandée par Murat, peut-être le meilleur commandant de cavalerie de l'époque. Ce dernier a été envoyé à Naples par Napoléon au lendemain de la bataille de Leipzig pour réorganiser l'armée napolitaine et l'emmener se joindre à celle d'Eugène sur l’Adige.
Au cours de la campagne de Russie, les divisions du royaume d'Italie et du royaume de Naples se sont comportées valeureusement ainsi qu'à la bataille de Leipzig. Pendant que les troupes des armées allemandes désertent, à commencer par celles de Bavière, les troupes italiennes se montrent solides. La division Fontanelli se met en évidence, elle réussit lors de la bataille de Leipzig à conserver Lindenau, maintenant ouverte l'unique voie de retraite à ce qui reste de la Grande Armée.
Napoléon, informé de ce comportement, sait que seules l'Italie et la France n'ont pas déserté. Son unique espoir est de recréer une grande armée en France et une seconde en Italie, plus modeste mais proportionnée à la hauteur de la menace autrichienne.
Les plans doivent permettre l'union à l'armée d'Eugène des 25 000 hommes de Murat en s'appuyant sur les forteresses de Peschiera et Mantoue, ainsi qu'aux 14 000 hommes laissés à l'arrière en garnison à Venise-Mestre, Legnago, Palmanova et Osoppo : Napoléon a la possibilité de tenir l'Italie du nord.
Les deux généraux sont en place depuis dix ans dans les deux royaumes qui se reconnaissent en eux. Ce sont deux fidèles de Napoléon, respectivement beau-frère et fils adoptif de l'empereur des Français. De plus ils font preuve d'excellentes qualités militaires.
Les intentions de l'empereur deviennent explicites quand, le 1er novembre 1813, depuis l'Allemagne, il envoie la division Fontanelli avec d'autres divisions italiennes subsistantes de la Grande Armée pour rejoindre Eugène. Il les congédie avec les mots suivants :

« leur fidélité sans crainte … leur intrépide conduite, la persévérance démontrée face aux revers et les mésaventures de tous types m'ont grandement ému. Tout ceci m'a confirmé que bout toujours dans vos veines le sang des dominateurs du monde … J'ai participé au jugement de mésestimation envers les troupes napolitaines : elles m'ont émerveillé à Lützen, à Bautzen, à Gdańsk, à Leipzig et à Hanau. Les fameux Samnites, leurs ancêtres, n'auraient pas mieux combattu. »

De toute évidence, il a besoin d'eux.

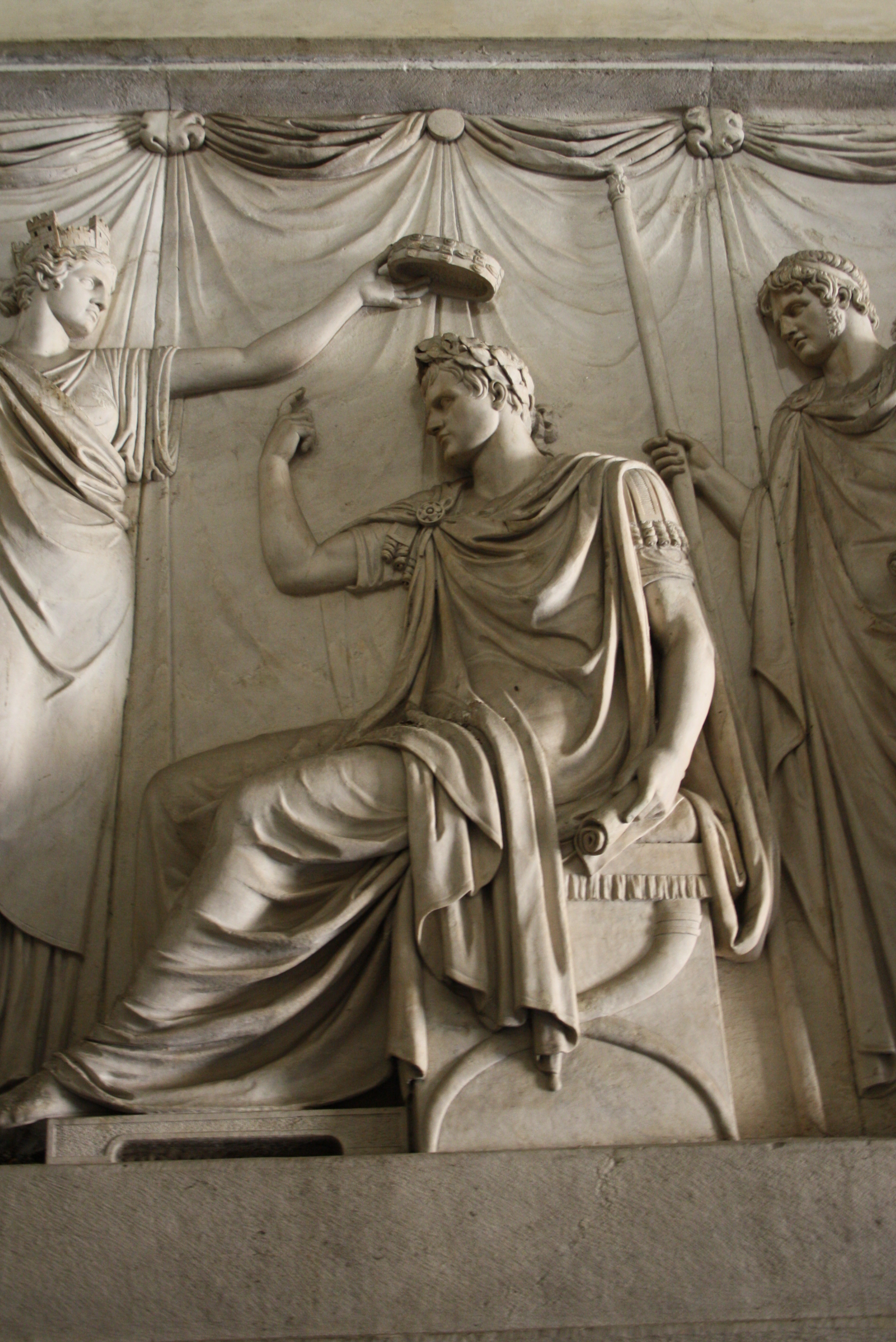
Gaetano Monti, Napoleon couronné Roi d'Italie (1807).

Quant à l'état d'âme de l'armée du royaume d'Italie et du royaume de Sicile, une phrase de Cesare Balbo la résume : « Ce n'est pas l'indépendance, c'est vrai, mais nous n'en avons jamais été aussi près ».
Le dispositif conçu par Napoléon et mis en place par Eugène est important et s'appuie sur les forteresses de Peschiera au nord, Mantoue au centre et Legnago au sud-est, qui barrent la route de Milan. Il s'agit des futures forteresses du quadrilatère, bien que Vérone dispose de peu de fortifications vers le nord/nord-est, largement détruites en 1801.
Au-delà de l’Adige, les franco-italiens sont retranchés dans les forteresses de Palmanova, Osoppo et surtout Venise-Mestre, avec une forte garnison et une petite flotte (les Autrichiens en sont privés) qui s'appuie sur l'arsenal que Napoléon avait fait aménager dans les années précédentes.
Il s'agit de positions extrêmement puissantes, comme les événements qui vont suivre vont le montrer. Venise résistera plus d'un an au siège autrichien de 1848-49. Palmanova et Osoppo sont les dernières à céder avant le siège de Venise. Autour des forteresses du quadrilatère, qui seront aux mains des Autrichiens, se déroulera la première, la seconde et aussi la troisième guerre d'indépendance italienne. Sans compter que Mantoue, en 1797, avait résisté pendant neuf mois au siège du jeune général Bonaparte.

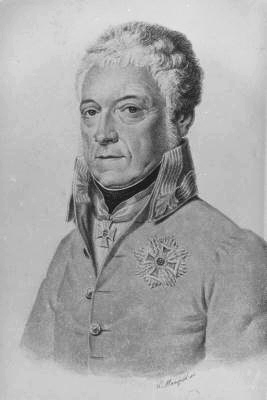
Le comte Heinrich de Bellegarde (1757–1845).

À la mi-décembre 1813, Vienne remplace le commandant de l'armée d'Italie, le feld-maréchal Hiller, par le feld-maréchal Bellegarde, lequel se trouve en excellente position pour obtenir le commandement puisqu'il est, depuis août, président du conseil aulique de la guerre.
Parallèlement, Vienne cherche à obtenir des soutiens en Italie, avec des proclamations comme celle du général Nugent, du 10 décembre 1813, à Ravenne :

« Aux peuples d'Italie 

Vous avez été suffisamment opprimés … Nos armées sont venues en Italie pour votre libération ! Un nouvel ordre va naitre qui va vous restituer le bonheur public … Là où nous ne sommes pas encore, c'est à vous, francs et courageux Italiens, d'œuvrer les armes à la main pour la restauration de votre prospérité et de votre patrie. Vous le ferez d'autant mieux que vous serez aidé à repousser ceux qui s'opposent à ce résultat.
Vous devez devenir une nation indépendante. Montrez votre zèle pour le bien public et votre bonheur dépendra de votre fidélité à ceux qui vous aiment et vous défendent. En peu de temps, votre sort sera l'objet d'envie, votre nouvel État suscitera l'admiration. »

Mais Eugène se renforce de jour en jour avec des recrues italiennes, et il attend l'arrivée des troupes napolitaines de Murat au moment où l'Autriche doit engager ses meilleures troupes dans la campagne de France.
L'évolution du rapport de forces fait qu'ayant atteint l’Adige, les Autrichiens ne cherchent même pas à affronter l'armée franco-italienne. Les événements se succèdent rapidement sur le front français, où les coalisés avancent sur plusieurs fronts. Le Prussien Blücher et l'Autrichien Schwarzenberg, à partir du 1er janvier 1814, franchissent le Rhin, tandis qu'une autre armée autrichienne, traversant la Suisse, avance vers Genève et entre par la vallée du Rhône. Les Autrichiens ne peuvent risquer leurs forces dans l'occupation du royaume d'Italie avant la reddition de Napoléon en France. Dans le cas contraire, au terme des hostilités, Eugène aurait pu négocier des conditions qui auraient empêché l'annexion de Milan et Venise à l'Autriche.

### Défection du royaume de Naples de Joachim Murat

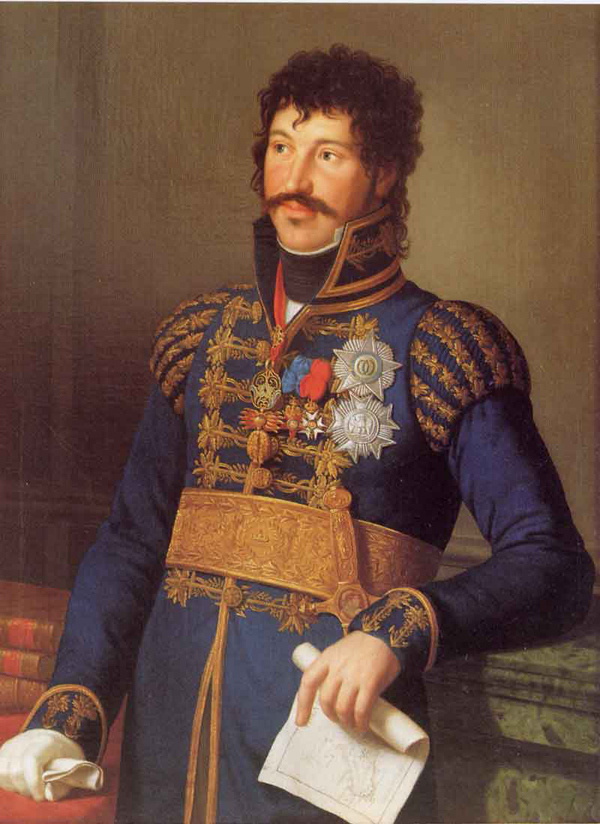
Le roi Murat, par Heinrich Schmidt (1814).

Vienne joue alors une partie diplomatique visant à soumettre ses adversaires sans mobiliser trop d'hommes sur le front italien. Les émissaires promettent à Joachim Murat qu'il pourrait conserver le royaume de Naples, Eugène le royaume d'Italie avec la Lombardie, l'Émilie-Romagne et les Marches (mais sans la Vénétie et le Trentin, destinée à Vienne).
Eugène, bien que gendre du roi de Bavière refuse l'offre autrichienne le 22 novembre 1813. Cette décision est attribuée à sa volonté de rester fidèle jusqu'à la fin à Napoléon, son père adoptif. D'autre part, l'armée du royaume d'Italie est en grande partie composée d'officiers français et il est peu probable que ceux-ci acceptent de combattre contre leur mère patrie. Cela aurait eu aussi pour conséquence de renoncer à la ligne de défense sur le Mincio et de permettre aux Autrichiens de transiter par la Lombardie pour rejoindre la France. De plus il y a lieu de craindre l'Autriche car elle fait valoir ses droits sur le duché de Milan et sur la république de Venise, elle n'y a renoncé qu'en raison de la puissance de Napoléon.
Murat, par contre, gouverne un royaume de Naples qui n'est pas directement sous la visée expansionniste autrichienne et il sait que les Habsbourg ne risqueront pas leurs intérêts pour soutenir la branche cadette des Bourbon qui depuis leur exil à Palerme, revendiquent leurs droits sur Naples. En fait les Bourbons d'Espagne ont récupéré leur trône, ceux de France vont le récupérer, il n'est pas indispensable de faire une faveur à une maison depuis toujours ennemie des Habsbourg
Joachim Murat accepte la proposition autrichienne et le 11 janvier 1814, il signe une alliance secrète avec l'Autriche. À la fin de janvier, il rejoint Bologne avec les troupes organisées selon les plans de Napoléon pendant que son général Giuseppe Lechi prend le contrôle de la Toscane. À Bologne, Murat annonce sa défection et se rallie aux Autrichiens de la division Nugent (austro-sardes) pendant que Giuseppe Lechi cède Livourne à la flotte britannique.
Le changement de camp est prévu depuis plusieurs semaines : le 21 janvier, Francesco Melzi d'Eril l'évoque dans une lettre à Napoléon alors que ce dernier le 17 janvier, ordonne à Eugène de déplacer son armée en France en laissant derrière lui que les troupes de garnisons, exactement comme l'empereur des Français avait fait en Allemagne, dans les mois précédents. Pour la première fois de sa vie, Eugène n'obéit pas demandant de nouveaux ordres et reste sur ses positions.

### L’offensive autrichienne arrêtée
Eugène de Beauharnais a la nouvelle de l'arrivée à Bologne le 1er février et, le 2 février, les ambassadeurs napolitains notifient la rupture des relations diplomatiques entre le royaume d’Italie et le royaume de Naples.
Eugène se trouve désormais menacé de contournement par le sud et ordonne le retrait de l'Adige sur le Mincio. Le mouvement débute le 3 février et se termine le 6 avec les colonnes franco-italiennes réunies en formation de combat derrière le Mincio. Eugène renonce à Vérone dont les fortifications ont été détruites en 1801 sur ordre de Napoléon dans le cadre des accords du traité de Lunéville et les Autrichiens occupent la ville le 4 février. Les autres forteresses qui n'ont pas subi de telles destructions, restent bien garnies.
Le 4 février, Bellegarde reçoit des rapports donnant Eugène en retraite vers Crémone laissant deux divisions le long du Mincio pour se couvrir et une garnison à Mantoue. Le 6 février, les colonnes autrichiennes n'ont pas encore commencé à traverser l'Adige.
Le 7 février, le maréchal de Bellegarde rencontre Murat à Bologne et ils établissent une conduite commune des opérations. Murat écrit une lettre à Eugène dans laquelle il lui explique avoir agi pour sauver son trône et ne pas vouloir combattre l'armée franco-italienne, dans une autre lettre du 1er février il écrit : « Je pense que les Allemands ne laisseront pas entrer en Lombardie les Napolitains… il y a tout lieu de croire que Bellegarde ne voudrait absolument pas avoir le roi de Naples aussi près ».
Eugène peut donc continuer à se préoccuper des seuls Autrichiens. Les deux armées se rencontrent à la bataille du Mincio, le 8 février. En effectifs, les deux armées se valent avec 35 000 hommes. Le feld-maréchal place sa confiance dans les informations récoltées par son avant-garde et avance avec des colonnes plutôt fragmentées, au contraire Eugène concentre le gros de l'armée en une unique ligne d'attaque, profitant aussi de l’effet de surprise. Au terme d'une journée de durs combats, Eugène repousse son ennemi derrière l’Adige. Ayant lui-même subi des pertes importantes et n'ayant pas assez d'hommes pour poursuivre son adversaire, Eugène repasse sur la rive droite du Mincio. Désormais, les troupes autrichiennes se cantonnent en attendant l'arrivée de renforts depuis le Tyrol.

### Situation stratégique et diplomatique en mars 1814
Eugène a réussi à éloigner pour un temps les Autrichiens de la Lombardie. Il tient la ligne du Mincio, tandis que plusieurs forteresses et villes restent aux mains des Français derrière les lignes autrichiennes, notamment Venise. Néanmoins, il n'est pas parvenu à remporter la victoire décisive qui lui aurait permis de repousser les Autrichiens et sa situations reste préoccupante. En bloquant les Autrichiens, le vice-roi fait aussi le jeu de Murat qui se garde bien de mener des actions offensives, le royaume d'Italie constitue la meilleure garantie de la survie du royaume de Naples en tenant éloignés les Autrichiens.
Napoléon, dont les principales forces sont engagées dans la campagne de France, ne peut fournir qu'un appui limité à Eugène. Cependant, il ouvre des pourparlers avec les alliés au congrès de Châtillon où son représentant, Caulaincourt, s'efforce d'obtenir, avec le maintien des frontières naturelles de la France, celui du royaume d'Italie. Mais les puissances coalisées rejettent ses propositions ; le congrès est clôturé le 19 mars.

## Le royaume d’Italie après Napoléon

### Abdication de Napoléon
Le 31 mars 1814, les Austro-Prussiens occupent Paris, obligeant Napoléon, le 6 avril, à abdiquer et signer le traité de Fontainebleau, le 13 avril. Au même moment, face à une farouche résistance, les Autrichiens reprennent l'offensive et avancent petit à petit, reprenant la majeure partie de la Lombardie, obligeant Eugène à se fortifier dans Mantoue.
À l'arrivée des nouvelles de Paris, le 11 avril, Melzi d'Eril écrit à Eugène, l'incitant à agir et lui suggérant de « procéder par voie constitutionnelle ». Le 14, Eugène envoie à Melzi d'Eril son secrétaire particulier, le comte Mejan, qui le reçoit le 15. Il n'y a aucune trace de la rencontre mais le 16, à 19 heures, Melzi d'Eril écrit au président du sénat, le comte Veneri, lui demandant la convocation de l'assemblée le 17 à Milan pour l'approbation d'un projet de résolution pour élire Eugène souverain titulaire du royaume d'Italie en raison de l'abdication de Napoléon.

« Les nouvelles qui nous parviennent aujourd'hui de la France sont de telle nature que le sénat du Royaume d'Italie se rendrait coupable envers la patrie s'il différait plus longtemps de s'occuper de son destin … un projet de résolution que je soumets à votre patriotisme et à vos lumières. »

Le même 16 avril, Eugène, pour gagner du temps, fait rédiger la convention de Schiarino-Rizzino (it), près de Mantoue, par laquelle il accepte de rapatrier les détachements français. Mais il conserve les forteresses et son armée en armes. En particulier l'article 6 de la convention établit que : « les troupes aux ordres du vice-roi conserveront les territoires pas encore occupés par les Autrichiens », en fait l'entière Lombardie. Cette convention contient des renoncements importants, à commencer par Venise cédée le 20 avril au général français Jean Mathieu Seras : la garnison est en grande partie composée de militaires français qui s'attendent d'un jour à l'autre à être rapatriés (ordre qui arrive le 25), et la population (qui en 1849 résistera un an lors du siège) ne montre aucun signe de résistance comme ce fut le cas en 1797.
Le 17 avril, Eugène communique une proclamation pleine d'espoir aux troupes françaises :

« Il me reste d'autres devoirs à accomplir. Un peuple bon, généreux et fidèle nécessite le reste de l'existence que je lui ai déjà consacré depuis dix ans. Je ne prétends plus disposer de moi-même jusqu'à et tant que je pourrais m'occuper de son bonheur qui a été et sera l'œuvre de toute ma vie. »

Le 19 avril, le général Teodoro Lechi rédige une proclamation à la garde du royaume d'Italie, qui se trouve sous son commandement, favorable à la tentative d'Eugène.

### Situation politique à Milan

#### Une succession incertaine

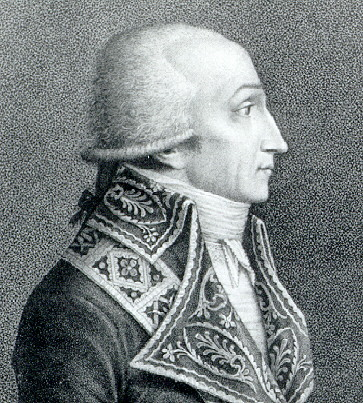
Francesco Melzi d'Eril.

Les plans de Melzi d'Eril doivent être approuvés uniquement par les "patriciens" surtout milanais qui composent le sénat, au nombre d’à peine 41. Le duc de Lodi compte sur un minimum de patriotisme et au moins sur un minimum d'amour propre. Les opinions des sénateurs sont cependant très partagées.
Nombreux sont les sénateurs « italiques purs » (italici puri), qu'un sentiment anti-français pousse à soutenir les velléités d'indépendance. Ils comptent sur l'improbable soutien britannique et sur les promesses des généraux autrichiens lesquels ont publié des proclamations qui promettaient à l'Italie la restitution de la liberté. Un des arguments insiste sur l'espoir d'un souverain indépendant des Habsbourg comme dans le grand-duché de Toscane, le royaume gouverné par Eugène suscitait la crainte d'être plus proche de l'Autriche qui s'il était gouverné par un Autrichien.
Ce point de vue est adopté aussi par le parti muratien, qui par rapport aux italici puri dispose d'un nom à l'hypothétique successeur d'Eugène.

#### Le parti pro-autrichien
Dans ce schéma, seules deux positions sont réalistes ; d'abord celles du parti pro-autrichien qui souhaite le rétablissement de l'ancien régime et qui est soutenu par la noblesse et le haut clergé. Pour le succès de ses ambitions, il peut compter sur l'armée de Bellegarde, toujours sur l'Adige, et sur la ferme volonté de l'empereur d'Autriche de ne pas permettre la survie du royaume d'Italie qui est une création politique née de la révolution sur des territoires qui lui ont été enlevés. L'avocat Traversa anime le parti pro-autrichien.

#### Le parti pro-français
La seconde position réaliste est représentée par le parti pro-français regroupé autour de Melzi d'Eril et du ministre des finances Giuseppe Prina. Le parti bénéficie de l'appui de l'armée, par exemple de Ugo Foscolo). Eugène bénéficie de l'estime du tsar Alexandre Ier de Russie et peut garantir un gouvernement conservateur apprécié aussi à Londres.

#### La victoire du parti pro-autrichien
La proposition d'Eugène paraît l'alternative la plus crédible à l'annexion par l'empire d'Autriche ; en outre, il garde encore le contrôle des appareils de l'État, de la police des forces armées. Pour les conserver, il faut que Melzi d'Eril convainque les sénateurs en les dissuadant de se fier à la bienveillance de François Ier et que les troupes et la garde civile de Milan restent fidèles à Eugène. Ces deux points ne sont pas acquis, la place de Milan étant commandée par le général Domenico Pino, un membre notoire du « parti muratien », tandis que Melzi d'Eril ne peut se présenter à la session du sénat en raison d'une attaque de goutte.
Au sénat, la noblesse milanaise (dont Carlo Verri, Federico Confalonieri, le général Pino, le podestat de Milan Antonio Durini, Alessandro Manzoni, Luigi Porro Lambertenghi) signe un appel qui conteste la légitimité de la convocation du sénat et demande la convocation des collèges électoraux (Collegi Elettorali), une plus large assemblée, ce qui nécessite plusieurs semaines.
À l'ouverture du sénat, le 17 avril, le président, le comte Venieri donne lecture du décret de Melzi d'Eril. Plusieurs sénateurs déclarent ne rien en savoir. La majorité se décide à une solution de compromis : une première délégation est envoyée auprès des alliés victorieux à Paris, pendant qu'une seconde, menée par Verri, se rend chez Melzi d'Eril pour lui faire signer la demande de convocation des collèges électoraux : celui-ci repousse la demande en rappelant que Napoléon, en sa qualité de légitime souverain, lui a confié ses pouvoirs pour les cas exceptionnels et en cas d'absence du vice-roi.
La séance qui débute le 17 se termine le matin du 20. Pendant que les sénateurs arrivent au palais du sénat, une foule se rassemble où figurent « plusieurs hommes d'aspect louche », qu'on sait après coup être des voyous engagés par quelques sénateurs des partis opposés à Eugène. En raison de la honte et de l'omerta qui suivirent ces journées, on ne sut jamais si ces hommes étaient du parti pro-autrichien, des muratiens ou des italiques purs.
Le sénateur Federico Confalonieri se mêle à la foule pour attaquer les palais. Peu avant, les gardes avaient été remplacés par la garde civique composée seulement d'une dizaine d'hommes sans qu'on sache précisément de qui venait l'ordre. La foule rompt le cordon de sécurité, envahit la cour intérieure et monte le grand escalier menant à la salle de séance. Carlo Verri en sort et retient la foule en l'invitant à formuler ses demandes. Confalonieri prend la parole et exige que le sénat rappelle la délégation envoyée à Paris et que soit convoqués les collèges électoraux. Cette demande est soutenue par deux officiers de la garde civique présents : le chef de bataillon Pietro Ballabio et le capitaine Benigno Bossi, ce que les sénateurs s'empressent d'approuver.
Face à une telle lâcheté, la foule désormais excitée pénètre dans la salle pendant que les sénateurs s'enfuient par une porte secondaire. La salle est dévastée pendant que Confalonieri s'amuse à découper un portrait de Napoléon, œuvre d'Appiani, avant de le jeter par une fenêtre.
La situation se précipite : Carlo Verri se rend chez Melzi d'Eril pour l'inviter à quitter Milan. Le général Domenico Pino émet une proclamation dans laquelle il affirme que le décret du 17 avril proposé par le sénat est l'œuvre de « toutes les autres personnes et n'est pas signé par Melzi mais par un scribe parce qu'il est incapable d'écrire ni d'espérer quoi que ce soit ». La dernière phrase traduit la grande satisfaction que le général doit éprouver de voir le duc de Lodi impuissant.
Melzi d'Eril refuse de laisser Milan, bien qu'acceptant de faire protéger sa maison par un groupe de gardes civiques, et il demande à Carlo Verri d'envoyer un billet à Giuseppe Prina pour l'inviter à se mettre à l'abri. La foule qui a envahi le sénat, est passée à l'église San Fedele où elle a massacré le ministre Prina, qui a soutenu jusqu'à la fin la tentative de Melzi d'Eril.

#### La régence provisoire
Le même jour (20 avril) les collèges électoraux se réunissent mais seulement au nombre de 170 électeurs sur 700, presque tous milanais. Bien qu'étant au-dessous du seuil légal, ils votent la constitution d'une régence provisoire, nomment Domenico Pino commandant en chef des forces armées et libèrent les sujets de leur serment de fidélité envers Napoléon. Ils ajoutent quelques mesures en faveur de la cause du parti pro-autrichien : le rappel de la délégation envoyée à Paris, la libération des détenus politiques opposés au parti pro-français, l'amnistie pour les déserteurs (ce qui incitera aux désertions parmi les troupes concentrées à Mantoue), la cessation du sénat ce qui met fin à l'unique institution légale qui siège de manière semi-permanente.
Le 21 avril, enfin, le conseil communal de Milan, sans que l'on comprenne sur la base de quels pouvoirs ou représentativités, nomme le comité de régence provisoire composé de sept membres : la fine fleur des conspirateurs. Comme premier acte, le comité envoie des délégués au feld-maréchal de Bellegarde pour qu'il occupe avec ses troupes la ville de Milan.

## Annexion autrichienne

### Début de l'occupation autrichienne
Le projet d'Eugène est compromis. L'indépendance du royaume d'Italie est finie, le 21 avril 1814, le vice-roi écrit au fidèle Melzi d'Eril :

« je ne peux croire, je ne crois pas, que la haine envers les Français soit la vraie raison des désordres et des désastres qui ont eu lieu. Je n'ai avec moi que peu de Français et ce sont tous des galants hommes aimant vraiment l'Italie … Je n'ai plus d'ordre à donner. »

Le 23 avril, il signe à Mantoue une nouvelle convention d'armistice (en) dans laquelle il met son armée, composée de 45 000 hommes en armes, aux ordres de de Bellegarde. Tous les généraux et officiers supérieurs sont favorables au vice-roi. Le 25, le général Teodoro Lechi rappelle qu'ils tentèrent un coup d'État militaire demandant à Eugène de ne pas céder les forteresses de Mantoue et de Peschiera sans conditions. Le vice-roi refuse, invoquant la légitimité de la régence mise en place à Milan, cet état d'esprit général est confirmé quelques jours plus tard par de Bellegarde qui décrit l'armée.
Les 25-26, les généraux Teodoro Lechi, Giuseppe Palombini et Amilcare Paulucci delle Roncole partent de Mantoue pour Milan en délégation pour informer que l'armée est en état de résister « plus d'un an, animée du meilleur esprit pour l'indépendance ». Domenico Pino répond que l'indépendance du royaume se fera avec un bon prince de la maison d'Autriche.
Le 26 avril 1814, Le général autrichien Annibal Sommariva (de), en qualité de commissaire autrichien prend possession de la Lombardie au nom de Bellegarde. Le 27 avril, Eugène quitte Mantoue pour Munich. Le 28 avril, 17 000 Autrichiens aux ordres du général Neipperg entrent dans Milan par la porte romaine, ils sont accueillis par trois régiments des chasseurs à cheval du royaume d'Italie commandé par Domenico Pino qui leur rend les honneurs militaires.
Le 8 mai, de Bellegarde pénètre à Milan, il dissout le 25 mai la régence provisoire et la remplace par une régence provisoire de gouvernement dont il devient le gouverneur général le 12 juin. Le 13, il interdit aux troupes, le port de la cocarde tricolore et les derniers officiers français sont licenciés et remplacés par des Autrichiens. En décembre, les unités sont transférées vers de nouvelles garnisons au-delà des Alpes dans l'immense empire d'Autriche.
Le 30 mars 1815, de Bellegarde impose aux officiers de l'armée du royaume d'Italie de jurer fidélité à l'Autriche, ce qui incite Ugo Foscolo à fuir en Suisse et de là, à Londres.
Teodoro Lechi rapporte que les soldats de la garde royale sous ses ordres jurèrent « de ne servir que leur patrie et d'être toujours prêt à reprendre les armes pour son indépendance ». Il rapporte, de plus, comment deux bataillons de grenadiers arrivés à Milan et sur le point d'être dissout, brulèrent leurs propres étendards, les distribuèrent dans la soupe qu'ils avalèrent, « ils leur semblent ainsi avoir tenu leur parole et de ne jamais l'avoir abandonné » et remirent les aigles à Teodoro Lechi. Celui-ci les confie, en 1848, à Charles-Albert de Sardaigne.
Domenico Pino, quant à lui, est récompensé par Vienne en étant nommé lieutenant feld-maréchal avec de bons émoluments, il se retire dans sa maison de Cernobbio.

### Tentative de royaume italien de Joachim Murat
Le roi de Naples, Joachim Murat, avait cru conserver son trône en rejoignant la Coalition. Il s'aperçoit qu'il a fait une erreur : lors du congrès de Vienne, il n'est pas invité à participer même si on lui concède le royaume de Naples. Il noue cependant des contacts avec Napoléon exilé à l'île d'Elbe. Averti du prochain départ de Napoléon pour la France, Murat se revoit roi d'Italie. Lorsqu'il apprend le débarquement de l'empereur en France, il déclare la guerre à l'Autriche et, le 30 mars 1815, il lance la proclamation de Rimini appelant les Italiens à l'insurrection. En avril 1815, prenant la tête d'une armée de libération de l'Italie, Murat réoccupe les parties méridionales et centrales de l'ancien royaume d'Italie et y rétablit les administrations départementales anciennes. Mais il subit une sévère défaite contre les Autrichiens à Tolentino (2-3 mai 1815). Obligé de se retirer dans son royaume, il part le 25 mai pour rejoindre la France. Du fait de son manque de loyauté, Napoléon refuse de le reprendre dans son armée.
Une ultime tentative de Murat pour reconquérir le royaume de Naples, en septembre-octobre 1815, aboutit à un échec : il est capturé et fusillé le 13 octobre 1815.

### Création du Royaume lombard-vénitien
Le 7 avril 1815, les États autrichiens en Italie deviennent le nouveau royaume de Lombardie-Vénétie, celui-ci est constitué sur les bases du traité de Vienne. Ce royaume est confié à François Ier, empereur d'Autriche et roi de la Lombardie-Vénétie.

## Administration
- Chef de l'État (17 mars 1805 - 1814) : Napoléon Ier, Empereur des français, roi d'Italie
  - Vice-roi (7 juin 1805 - 1814) : Eugène de Beauharnais.

Par les statuts constitutionnels du Royaume, publiés le 5 juin 1805, il fut convenu que le roi de l'Italie pourrait être représentée par un vice-roi (article VI) qui doit, avant d'assumer l'exercice de sa dignité, prêter serment au souverain. Sa fonction peut être supprimée (article VIII). Deux jours plus tard, Napoléon nomme vice-roi son beau-fils Eugène de Beauharnais, établissant aussi ses prérogatives. Dépositaire de la société civile et militaire du roi, le vice-roi se devait de travailler avec les ministres de tous les articles relatifs à l'administration qui leur était confiée. Il préside également le Conseil d'État. Appartenait au vice-roi le commandement des troupes du royaume et de la Garde nationale et le pouvoir de suspendre les officiers.
- Étienne Mejan, secrétaire des commandements du vice-roi ;

Le Gouvernement
- Ministre des Relations extérieures
  - 1804 - 1814 Ferdinando Marescalchi
- Secrétaire d'État
  - 1805 - 1814 Antonio Aldini
  - 1802 - 1809 Luigi Vaccari
  - 1809 - 1814 Antonio Strigelli
- Ministre de l'Intérieur
  - 1804 - 1806 Daniele Felici
  - 1806 - 1809 Ludovico di Breme
  - 1809 - 1814 Luigi Vaccari
    - Secrétaires généraux :
      - Giuseppe Rapazzini,
      - Michele Vismara,
      - Giovanni Tamassia,
      - Paolo De Capitani,

    - Directeurs généraux :
      - Division des routes, de l'eau et des frontières :
        - 1805 - 1809 Giovanni Paradisi,
        - 1809 - 1814 Antonio Cossoni,

      - Division de l'Instruction publique :
        - 1805 - 1809 Pietro Moscati,
        - 1809 - 1814 Giovanni Scopoli,

      - Division de la Police :
        - 1805 - 1809 Diego Guicciardi,
        - 1809 - 1811 Francesco Mosca,
        - 1811 - 1814 Giacomo Luini,

      - Division de l'administration des communes :
        - 1807 - 1812 Benedetto Bono (it),
- Ministre de la Justice
  - 1805 - 1814 Giuseppe Luosi ;
  - Directeurs généraux :
    - Giovanni Ristori,
    - Cristoforo Riva,
    - Andrea Bellerio,

  - Président du bureau fiscal :
    - Giovanni Battista Bazzetta,
- Ministre des Affaires ecclésiastiques
  - 1802 - 1812 Giovanni Bovara
  - 1812 - 1814 Gaetano Giudici, secrétaire général chargé du portefeuille,
- ministre de la Guerre et de la Marine (it)
  - 1804 - 1806 Domenico Pino
  - 1806 - 1810 Auguste Caffarelli
  - 1810 - 1811 Sebastiano Giuseppe Danna, chargé du portefeuille
  - 1811 - 1814 Achille Fontanelli
    - Secrétaires généraux :
    - 1805 Amilcare Paolucci
    - 1813 - 1814 Alessandro Zanoli
- Ministre des Finances
  - 1802 - 1814 Giuseppe Prina
    - Secrétaires généraux :
      - 1807 - 1814 Pietro Custodi ;

    - Directeur général du recensement et des impôts directs :
      - Francesco Barbò,
      - 1805 - 1811 Ambrogio Barbò,
      - 1811 - 1814 Vincenzo Brunetti,

    - Directeur général et des douanes :
      - 1805 - 1809 Luigi Porro Lambertenghi,
      - 1809 - 1814 Cesare Bargnani ;

    - Directeur général et des monopoles :
      - Barbò ;

    - Directeur général des domaines, des forêts et des droits unis :
      - Giuseppe Antonio Pensa ;

    - Directeur général de la liquidation de la dette publique :
      - Giovanni Maestri ;

    - Directeur général de la monnaie :
      - Carlo Innocente Isimbardi ;

    - Directeur général des Postes :
      - 1804 Pietro Francesco Minonzi,
      - 1812 Antoine Darnay ;

    - Directeur général de la loterie :
      - Alberto De Simoni,
      - 1812 - 1814 Ambrogio Soldini ;
- Ministre du Trésor public
  - 1802 - 1811 Antonio Veneri
  - 1811 - 1812 Birago, suppléant ;
    - Secrétaires généraux :
      - Giovanni Battista Tarchini.

Sourcewww.lombardiabeniculturali.it

### Division administrative
Liste des vingt-quatre départements en 1812 :
- Adda, chef-lieu : Sondrio
- Adige, chef-lieu : Vérone
- Adriatique (Adriatico), chef-lieu : Venise
- Agogna, chef-lieu : Novare
- Haut-Adige (Alto Adige), chef-lieu : Trente
- Haut-Pô (Alto Po), chef-lieu : Crémone
- Bacchiglione, chef-lieu : Vicence
- Bas-Pô (Basso Po), chef-lieu : Ferrare
- Brenta, chef-lieu : Padoue
- Crostolo, chef-lieu : Reggio
- Lario, chef-lieu : Côme
- Mella, chef-lieu : Brescia
- Métaure (Metauro), chef-lieu : Ancône
- Mincio, chef-lieu : Mantoue
- Musone, chef-lieu : Macerata
- Olona, chef-lieu : Milan
- Panaro, chef-lieu : Modène
- Passariano, chef-lieu : Udine
- Piave, chef-lieu : Belluno
- Reno, chef-lieu : Bologne
- Rubicon (Rubicone), chef-lieu : Forlì
- Serio, chef-lieu : Bergame
- Tagliamento, chef-lieu : Trévise
- Tronto, chef-lieu : Fermo

Le 27 avril 1811, Napoléon envoie à Eugène la liste des Bonnes villes (buone città) du Royaume :
- Milan,
- Venise,
- Bologne,
- Brescia,
- Vérone,
- Mantoue[4],[5].

Liste des villes de Seconde classe :
- Ancône, Métaure
- Ascoli Piceno, Tronto
- Bagnacavallo, Rubicon
- Bassano del Grappa, Bacchiglione
- Bellune, Piave
- Bergame, Serio
- Bolzano, Haut-Adige
- Casalmaggiore, Haut-Pô
- Cento, Reno
- Césène, Rubicon
- Chioggia, Adriatique
- Cingoli, Musone
- Côme, Lario
- Crema, Haut-Pô
- Crémone, Haut-Pô
- Faenza, Rubicon
- Fano, Métaure
- Fermo, Tronto
- Ferrare, Bas-Pô
- Forlì, Rubicon
- Gonzaga, Mincio
- Gubbio, Métaure
- Jesi, Métaure
- Imola, Reno
- Lodi, Haut-Pô
- Loreto, Musone
- Lugo, Reno
- Macerata, Musone
- Modène, Panaro
- Monza, Olona
- Novare, Agogna
- Osimo, Musone
- Padoue, Brenta
- Pavie, Olona
- Pesaro, Métaure
- Ravenne, Rubicon
- Recanati, Musone
- Reggio d'Émilie, Crostolo
- Rimini, Rubicon
- Rovereto, Haut-Adige
- Senigallia, Métaure
- Trente, Haut-Adige
- Udine, Passariano
- Urbin, Métaure
- Viadana, Mincio
- Vicence, Bacchiglione
- Vigevano, Agogna